# Lyndonville (New York)
Lyndonville est un village du comté d'Orleans, dans l'État de New York, aux États-Unis,. En 2010, il comptait une population de 838 habitants.

## Démographie
Lors du recensement de 2010, le village comptait une population de 838 habitants, tandis qu'en 2019, elle est estimée à 781 habitants.